# Młynów (stacja metra)
Młynów – stacja linii M2 metra w Warszawie znajdująca się w dzielnicy Wola, przy skrzyżowaniu ulic Górczewskiej i Syreny. 
Stacja została otwarta 4 kwietnia 2020 roku.

## Historia

### Nazwa i lokalizacja

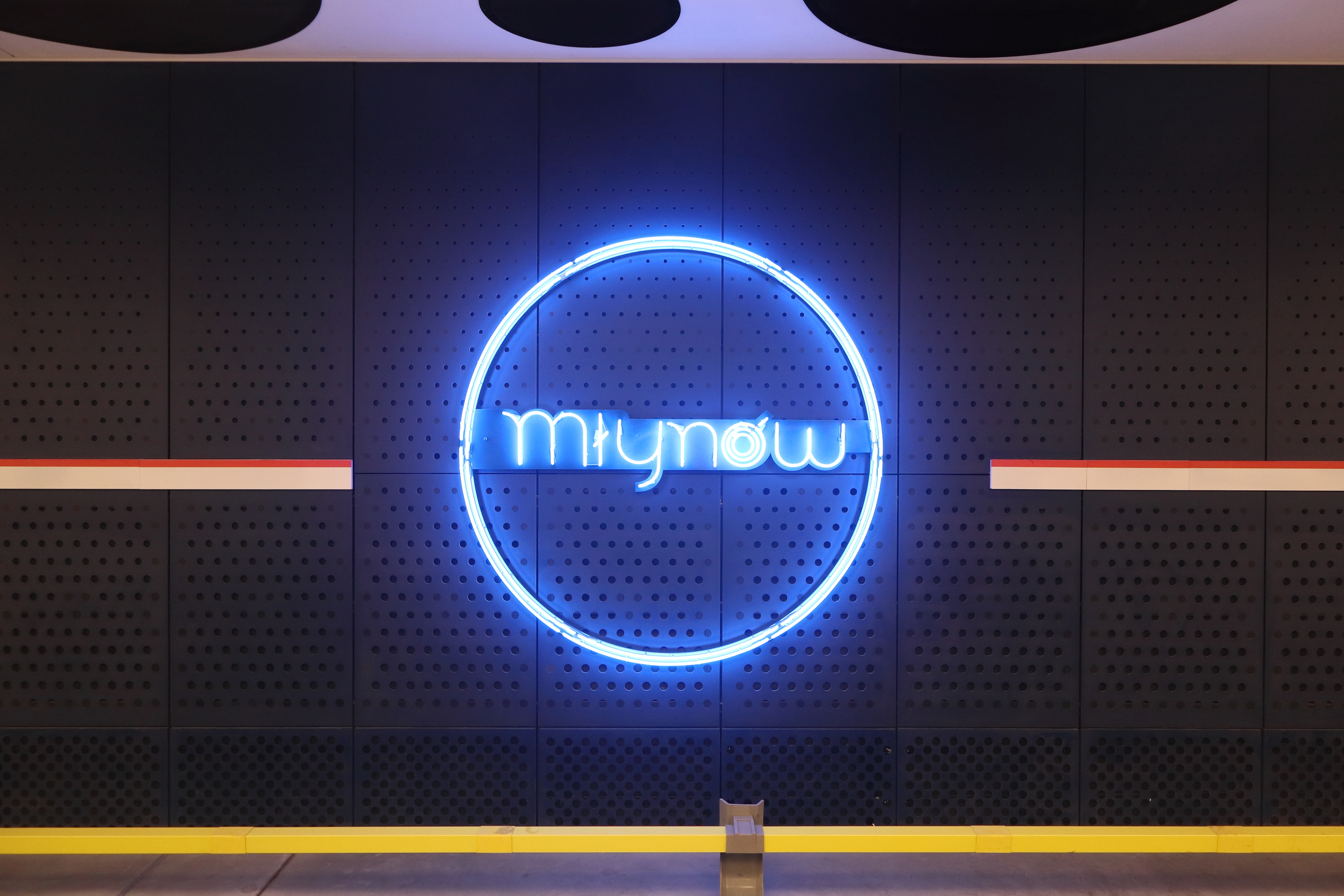
Neon z nazwą stacji

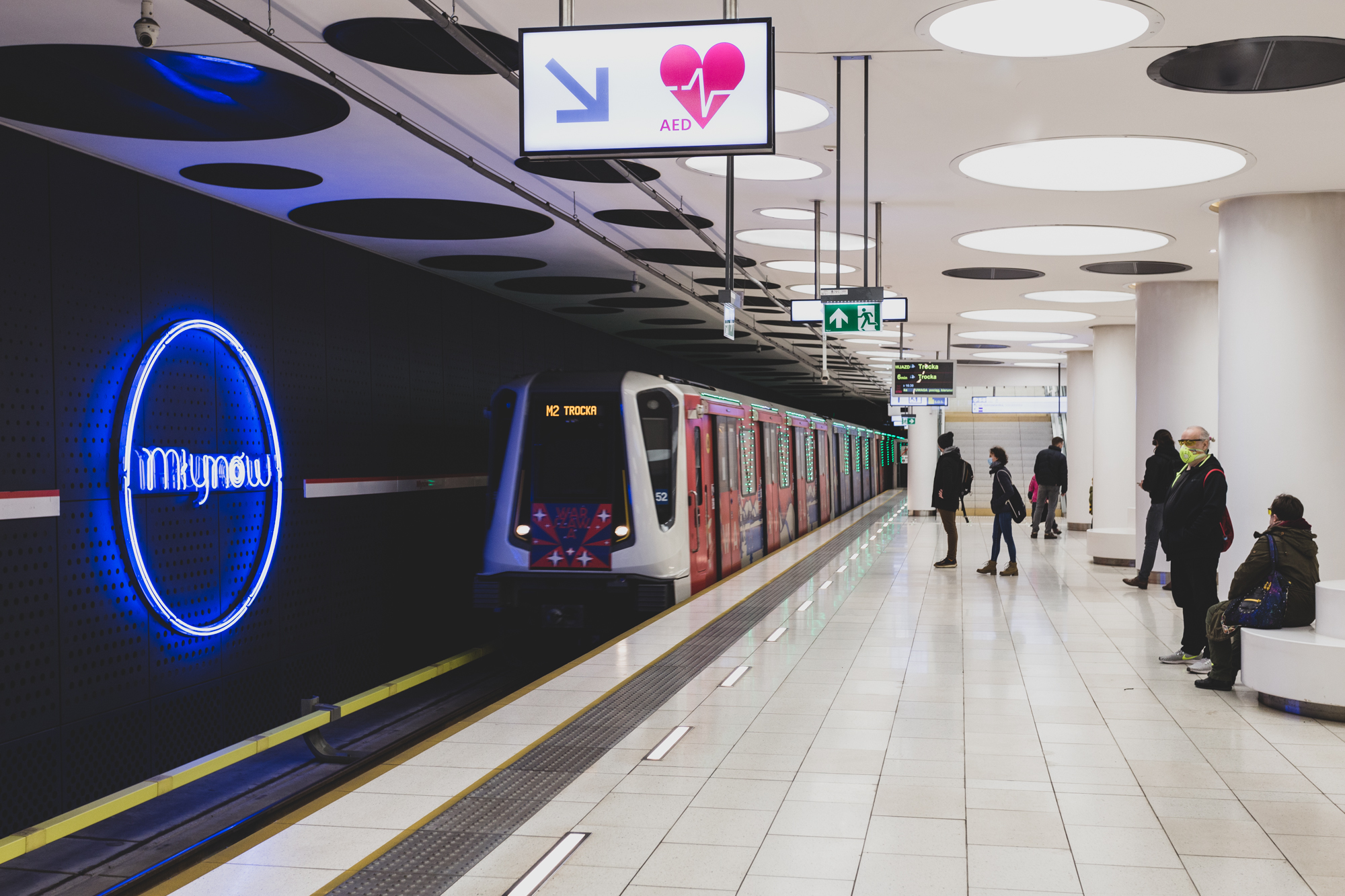
Pociąg Siemens Inspiro na peronie stacji

26 listopada 2011 ogłoszono konkurs na wykonanie koncepcji architektoniczno-budowlanej I etapu odcinka zachodniego i wschodniego-północnego II linii warszawskiego metra. 25 czerwca 2012 został on rozstrzygnięty, a 21 września 2012 podpisano umowy ze zwycięzcami. Zadanie zaprojektowania 3 stacji na odcinku zachodnim otrzymało Biuro Projektów „Metroprojekt”. Stacja figurowała wówczas pod roboczą nazwą Moczydło oraz nosiła oznaczenie C7. Początkowo stacja miała powstać na Woli przy Parku Moczydło u zbiegu ul. Górczewskiej i al. Prymasa Tysiąclecia i w tym kontekście pojawiła się wstępna nazwa. Później jeszcze dwukrotnie zmieniano
lokalizację stacji, która ostatecznie miała powstać przy ul. Syreny. We wrześniu 2013 Rada Miasta zatwierdziła Młynów jako nazwę przyszłej stacji odrzucając między innymi proponowaną nazwę Koło-Młynów.
Stacja tworzy węzeł przesiadkowy wraz z przystankiem kolejowym Warszawa Młynów, który został przebudowany i dostosowany do nowej funkcji w latach 2017–2018.

### Budowa
Wykonawcą stacji jest przedsiębiorstwo Gülermak, które wygrało rozstrzygnięty 29 października 2015 przetarg. 19 września 2016 wojewoda mazowiecki Zdzisław Sipiera wydał pozwolenie na budowę stacji Młynów z rygorem natychmiastowej wykonalności. 29 września 2016 została podpisana umowa na realizację stacji. Prace budowlane rozpoczęto 26 listopada 2016, po zamknięciu dla ruchu ulicy Górczewskiej. Przez pierwsze miesiące realizowano prace związane z przekładaniem instalacji podziemnych. W kwietniu 2017 rozpoczęto budowę murków prowadzących oraz głębienie ścian szczelinowych. W lipcu rozpoczęto wykonywanie wykopu wstępnego, a we wrześniu zapoczątkowano prace żelbetowe przy konstrukcji stropu stacji. W październiku rozpoczęto wykonywanie wykopu metodą podstropową na poziomie -1, odpowiadającym lokalizacji przyszłej antresoli. W grudniu, po ukończeniu pierwszych segmentów płyty pośredniej, rozpoczęto prace przy wykonywaniu wykopu na poziomie -2, odpowiadającym lokalizacji przyszłego peronu i torów.
Długość stacji wynosi 168,2 m, a kubatura obiektu – 56 636 m³. Kolor niebieski w wystroju stacji stanowi odniesienie do pobliskiego basenu na Moczydle. 
Stacja została otwarta, wraz ze stacjami Płocka i Księcia Janusza, 4 kwietnia 2020. W grudniu 2020 wszystkie trzy stacje uzyskały nominację do Nagrody im. Miesa van der Rohe. W 2021 otrzymała nagrodę w kategorii duży obiekt użyteczności publicznej w konkursie „Lider Dostępności” organizowanym przez Stowarzyszenie Przyjaciół Integracji wspólnie z Towarzystwem Urbanistów Polskich.